# Acalymma blandulum
Acalymma blandulum es una especie de  coleóptero de la familia Chrysomelidae. Se encuentra en América Central y América del Norte. Fue descrita en 1868 por LeConte.
Se encuentra en el sur de los Estados Unidos y en México. Como otros miembros del género, se alimenta de cucurbitáceas.